# كوسوكه ماستاني
كوسوكه ماستاني (باليابانية: 増谷 幸祐) (1 يوليو 1993 في هيروشيما في اليابان – )؛ هو لاعب كرة قدم ياباني سابق كان يلعب كمدافع.

## وصلات خارجية
- كوسوكه ماستاني على موقع رابطة كرة القدم اليابانية للمحترفين (اليابانية)
- كوسوكه ماستاني على موقع قاعدة بيانات كرة القدم.إي يو (الإنجليزية)
- كوسوكه ماستاني على موقع Soccerway.com (الإنجليزية)
- كوسوكه ماستاني على موقع عالم كرة القدم.نت (الإنجليزية)